# Agylloides
Agylloides este un gen de insecte lepidoptere din familia Arctiidae.

Cladograma conform Catalogue of Life:
| Agylloides | \| \| Agylloides asurella \| \| \| \| \| \| Agylloides obscurella \| \| \| \| \| \| Agylloides problematica \| \| \| \| |
|            | \| \| Agylloides asurella \| \| \| \| \| \| Agylloides obscurella \| \| \| \| \| \| Agylloides problematica \| \| \| \| |
|            | Agylloides asurella |
|            | |
|            | Agylloides obscurella                                                                                                   |
|            | |
|            | Agylloides problematica                                                                                                 |
|            | |